# Каландра
Каландра (на гръцки: Καλάνδρα) е село в Егейска Македония, Гърция, в дем Касандра в административна област Централна Македония.

## География
Каландра е разположено на западния бряг на полуостров Касандра – най-западният ръкав на Халкидическия полуостров, на пет километра южно от Касандрия. Има население от 665 души (2001).
Забележителност в Каландра е храмът на Посейдон на 4 km западно от селото. В близост до него има фар от 1864 г. В Каландра се намира и църквата „Света Богородица“ със стенописи от 1619 година и „Успение Богородично“, базилика от 1850 г.

## История

### Античност
На морския бряг южно от Каландра са развалините на античния град Менде. Градът е издигнат в IX век пр. Хр. от еритрейски колонисти. През V век пр. Хр. е един от най-важните съюзници на Атина. В 315 година пр. Хр. населението му е принудено да се изсели в Касандрия. Запазени са част от стените.

### В Османската империя
Селището Каландра се оформя през византийската епоха. В XIV век е метох на Хилендар. По време на османското владичество Каландра е едно от 12-те села на полуострова и формира вакъфа на Газанфер ага.
Жителите на Каландра участват във Халкидическото въстание, като един от най-известните революционери от селото е Кипарисис Георгакис.
Александър Синве („Les Grecs de l’Empire Ottoman. Etude Statistique et Ethnographique“) в 1878 година пише, че в Каландра (Calandra), Касандрийска епархия, живеят 640 гърци. Към 1900 година според статистиката на Васил Кънчов („Македония. Етнография и статистика“) в Каландра живеят 410 жители гърци християни. По данни на секретаря на Българската екзархия Димитър Мишев („La Macédoine et sa Population Chrétienne“) в 1905 година в Каландра (Kalandra) има 370 гърци.
В селото има запазена традиционна архитектура от XIX век.

### В Гърция
В 1912 година, по време на Балканската война, в Каландра влизат гръцки части и след Междусъюзническата война в 1913 година остава в Гърция.
| Име     | Име      | Ново име | Ново име | Описание                                   |
| ------- | -------- | -------- | -------- | ------------------------------------------ |
| Бунда   | Μπούντα  | Аплома   | Άπλωμα   | местност на нос Касандра на ЮЗ от Каландра |
| Караули | Καραούλι | Скопия   | Σκοπιά   | възвишение на Ю от Каландра (153,9 m)      |
| Вигла   | Βίγλα    | Ксефото  | Ξέφωτο   | възвишение на ЮИ от Каландра               |